# Tabula Rasa (Einstürzende Neubauten)
Tabula Rasa è il sesto album del gruppo musicale tedesco Einstürzende Neubauten, pubblicato nel 1993 dalla Thirsty Ear Records.

## Tracce
1. Die Interimsliebenden – 7:41
2. Zebulon – 3:43
3. Blume – 4:33
4. 12305(te) Nacht – 4:13
5. Sie – 6:08
6. Wüste – 4:07
7. Headcleaner – 9:55

- I. Zentrifuge / Stabs / Rotlichtachse / Propaganda / Aufmarsch
- II. Einhorn
- III. Marschlied

1. Headcleaner - 5:12

- Das Gleissen / Schlacht
- IV. Lyrischer Rückzug

## Formazione
- Blixa Bargeld - voce, chitarra
- N.U. Unruh - percussioni, voce
- F.M. Einheit - percussioni, voce
- Mark Chung – basso, voce
- Alexander Hacke – chitarra, voce